# Laboratório Nacional Lawrence Livermore
O  Laboratório Nacional Lawrence Livermore é um dos dois únicos lugares onde são projetadas as ogivas nucleares dos Estados Unidos da América, foi fundado em 1952 pela Universidade da Califórnia, é essencialmente um laboratório de pesquisa nuclear sendo patrocinado pelo governo, em 2007 tornou-se independente.

## História
Foi criado com o nome de Laboratório de Radiação Berkeley, com o objetivo de desenhar ogivas nucleares e concorrer com o Laboratório Nacional Los Alamos, sede do projeto Manhattan e que havia construído as primeiras armas nucleares, sendo propriedade de pesquisa da Universidade da Califórnia, se tornando independente dela em 2007. Edward Teller e Ernest O. Lawrence, ambos diretores do laboratório, são considerados co-fundadores, sendo construído no local da antiga base aérea naval de Livermore.
Herbert York foi um estudante e mais tarde diretor do Lawrence Livermore, tendo participado dos quatro projetos do lugar: Projeto Sherwood (de fusão magnética), Projeto Whitney (desenho de armas), projeto de experimento de armas de diagnóstico e um projeto de física básica.
O Laboratório Nacional de Lawrence Livermore ganhou esse nome em 1971. 
Abriga o supercomputador ASC Purple.

## Ogivas
- W27
- W38
- B41
- W45
- W47
- W70
- W87

## Diretores
- 1952-1958 Herbert York
- 1958-1960 Edward Teller
- 1960-1961 Harold Brown
- 1961-1965 John S. Foster
- 1965-1971 Michael M. May
- 1971-1988 Roger E. Batzel
- 1988-1994 John H. Nuckolls
- 1994-2002 C. Bruce Tarter
- 2002-2006 Michael R. Anastasio
- 2006- atualmente George H. Miller

## Orçamento
- 338,5 milhões de dólares em armas nucleares
- 267,5 milhões de dólares em um computador avançado de simulação
- 235,1 milhões de dólares em defesa e inteligência
- 125,1 milhões de dólares em proliferação
- 123,9 milhões de dólares em ciência básica e aplicadas
- 93,9 milhões de dólares em segurança homeland
- 98 milhões de dólares em energia